# Wabentrüffel
Die Wabentrüffel (Leucogaster) sind eine Pilzgattung aus der Familie der Schafporlingsverwandten (Albatrellaceae). Die Pilze haben glatte, trüffelartige und unterirdisch wachsende Fruchtkörper, die weißlich bis gelblich gefärbt sind. Die weißliche Gleba sondert beim Anschneiden eine Milch ab. Die mehr oder weniger rundlichen und hyalinen Sporen haben eine doppelte Sporenwand. Die Typart ist Leucogaster floccosus.

## Merkmale

### Makromerkmale
Die 0,7–5 cm hohen und 0,7–5 cm breiten Fruchtkörper sind trüffelartig bis kugelig geformt und haben eine weiche bis feste mitunter auch harte Konsistenz. Die Gleba hat eine wabenartige Struktur und ist weißlich oder gelblich bis ockergelb gefärbt. Sie scheidet bei Verletzung einen milchigen Saft aus. Die äußere Oberfläche ist glatt und weißlich bis gelblich oder blassocker bis braun gefärbt. Bei Berührung verfärbt sich der Fruchtkörper manchmal gelblich. Der Geruch ist stark hefe- oder knoblauchartig.

### Mikromerkmale
Die 10–18 µm langen und ebenso breiten Sporen sind mehr oder weniger kugelig und haben eine wabenartige Struktur. Sie sind von einer doppelten Wand oder Außenhülle umgeben, ein Apiculus fehlt. Die Sporen sind hyalin und inamyloid. Die Basidien werden bis 50 µm lang. Sie sind keulenförmig, zylindrisch oder zusammengezogen und tragen meist vier Sterigmen. Zystiden fehlen. Das Hyphensystem ist monomitisch, das heißt, es kommt nur ein Hyphentyp vor, Schnallen fehlen oder sind selten.

## Ökologie und Verbreitung
Der Pilz ist ein Ektomykorrhizapilz der mehr oder weniger unterirdisch (hypogäisch) im Boden oder in der Laub- und Nadelstreu wächst. Vertreter aus der Gattung wurden in Europa, Nordamerika und Australien nachgewiesen. Weltweit gibt es etwa 20 Arten. In Deutschland, Österreich und der Schweiz kommen wohl nur Leucogaster badius und der Nackte Wabentrüffel (Leucogaster nudus) vor, in Südeuropa kann man zusätzlich Leucogaster liosporus und Leucogaster tozzianus finden.

## Systematik
Die Gattung Leucogaster wurde 1882 durch R. Hesse definiert. Die Typusart ist Leucogaster.

## Arten
Die Gattung hat weltweit über 20 Arten. In Deutschland, Österreich und der Schweiz kommen je nach Auffassung bis vier zu Arten vor.
| Wissenschaftlicher Name                                                    | Deutscher Name       |
| -------------------------------------------------------------------------- | -------------------- |
| Leucogaster badius Mattir. 1903                                            | ––                   |
| Leucogaster liosporus R. Hesse 1882                                        | ––                   |
| Leucogaster nudus (Hazsl.) Hollós 1908                                     | Nackter Wabentrüffel |
| Leucogaster tozzianus (Cavara & Sacc.) Mattir. ex Zeller & C.W. Dodge 1924 | ––                   |